# Pseudaristia
Pseudaristia is een geslacht van rechtvleugeligen uit de familie Romaleidae. De wetenschappelijke naam van dit geslacht is voor het eerst geldig gepubliceerd in 2002 door Carbonell.

## Soorten
Het geslacht Pseudaristia  is monotypisch en omvat slechts de volgende soort:
- Pseudaristia oxycodia (Hebard, 1923)